# Liste der Biografien/Kolb
Liste der Biografien |
Portal Biografien |
Personensuche
# |
A |
B |
C |
D |
E |
F |
G |
H |
I |
J |
K |
L |
M |
N |
O |
P |
Q |
R |
S |
T |
U |
V |
W |
X |
Y |
Z |
?
 
Ka |
Kb |
Kc |
Kd |
Ke |
Kf |
Kg |
Kh |
Ki |
Kj |
Kl |
Km |
Kn |
Ko |
Kp |
Kr |
Ks |
Kt |
Ku |
Kv |
Kw |
Ky |
Kx |
Kz
 
Koa |
Kob |
Koc |
Kod |
Koe |
Kof |
Kog |
Koh |
Koi |
Koj |
Kok |
Kol |
Kom |
Kon |
Koo |
Kop |
Kor |
Kos |
Kot |
Kou |
Kov |
Kow |
Kox |
Koy |
Koz
 
Kola |
Kolb |
Kolc |
Kold |
Kole |
Kolf |
Kolg |
Kolh |
Koli |
Kolj |
Kolk |
Koll |
Kolm |
Koln |
Kolo |
Kolp |
Kolr |
Kols |
Kolt |
Kolu |
Kolv |
Kolw |
Koly |
Kolz
Die Liste der Biografien führt alle Personen auf, die in der deutschsprachigen Wikipedia einen Artikel haben. Dieses ist eine Teilliste mit 259 Einträgen von Personen, deren Namen mit den Buchstaben „Kolb“ beginnt.

## Kolb
- Kolb von Kager, Hans Jakob (1604–1670), kurbayerischer Obristleutnant
- Kolb von Wartenberg, Johann Kasimir (1643–1712), preußischer Minister
- Kolb von Wartenberg, Kasimir (1699–1772), preußischer Generalmajor, Minister des schwäbischen Kreises
- Kolb von Wartenberg, Maria Ursula (1618–1674), Erzieherin der Liselotte von der Pfalz
- Kolb, Aegidius (1923–1993), deutscher Benediktiner (OSB) und Heimatforscher
- Kolb, Albert (1906–1990), deutscher Geograph und Hochschulrektor
- Kolb, Albert von (1817–1876), württembergischer Oberamtmann
- Kolb, Alexander (1891–1963), deutscher Generalleutnant im Zweiten Weltkrieg
- Kolb, Alexander (* 1961), deutscher Bankmanager und HochschullehrerAlexander Kolb (* 1961)

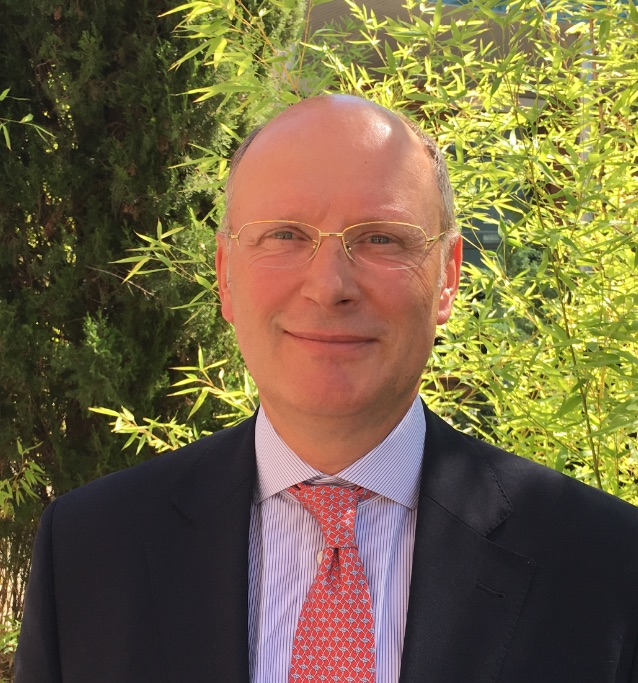
Alexander Kolb (* 1961)

- Kolb, Alexander (* 1975), deutscher Kommunalpolitiker (Bündnis 90/Die Grünen)
- Kolb, Alexis (1865–1917), Schriftsteller und Erzähler aus dem böhmischen Erzgebirge
- Kolb, Alfred (1878–1958), Schweizer Maler und Zeichner
- Kolb, Alois (1875–1942), deutsch-österreichischer Radierer und Maler
- Kolb, Alwin J. (* 1935), deutscher Unternehmer
- Kolb, Andre (* 1994), deutscher Handballschiedsrichter
- Kolb, Andreas (* 1996), österreichischer Mountainbiker
- Kolb, Anne (* 1964), deutsche Althistorikerin
- Kolb, Annette, deutsche Biologin, Ökologin und Hochschullehrerin
- Kolb, Annette (1870–1967), deutsche SchriftstellerinAnnette Kolb (1870–1967)

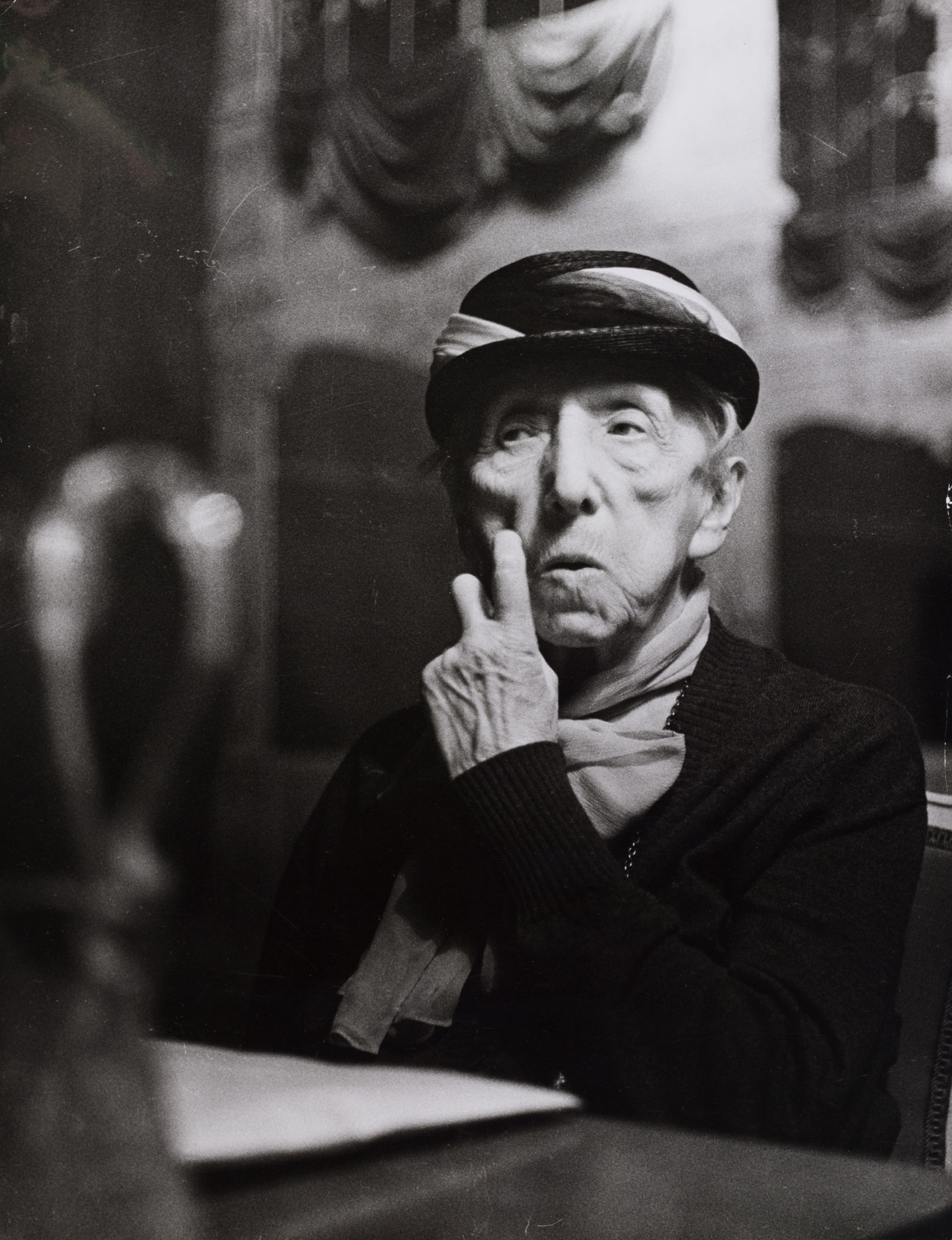
Annette Kolb (1870–1967)

- Kolb, Anton (1915–1998), deutscher Biologe
- Kolb, Anton (1931–2016), österreichischer römisch-katholischer Theologe und Autor
- Kolb, Armin (* 1958), deutscher freischaffender Künstler und Kunsthandwerker
- Kolb, Artur (1895–1945), deutscher Zahnarzt und Politiker (NSDAP), MdR
- Kolb, August (1893–1962), deutscher SS-Hauptsturmführer und Schutzhaftlagerführer im KZ Sachsenhausen
- Kolb, Augustin (1869–1942), deutscher Künstler und Kirchenmaler
- Kolb, Barbara (1939–2024), US-amerikanische Komponistin
- Kolb, Bernd (* 1962), deutscher Manager
- Kolb, Boris (* 1979), deutscher Fußballspieler
- Kolb, Carl (1823–1889), deutscher Übersetzer
- Kolb, Carlmann (1703–1765), deutscher Komponist und Organist
- Kolb, Chris (* 1958), US-amerikanischer Politiker
- Kolb, Christian Anton (1826–1871), deutscher Musiker, Komponist und Militär-Kapellmeister
- Kolb, Christian von (1848–1924), deutscher Richter und Senatspräsident am Reichsgericht
- Kolb, Christoph von (1847–1928), württembergischer evangelischer Pfarrer, Oberhofprediger und Prälat
- Kolb, Clarence (1874–1964), US-amerikanischer Theater- und Filmschauspieler
- Kolb, Claudia (* 1949), US-amerikanische Schwimmerin
- Kolb, Dieter (* 1967), deutscher Curler
- Kolb, Dieter M. (1942–2011), deutscher Physiker, Elektrochemiker und Hochschullehrer
- Kolb, Eberhard (* 1933), deutscher Historiker
- Kolb, Edmunda von (1734–1799), Äbtissin des Klosters Wald
- Kolb, Edward (* 1951), US-amerikanischer Physiker
- Kolb, Elmar (1935–2017), deutscher Kommunalpolitiker (CDU)
- Kolb, Elmar (1936–2013), deutscher Politiker (CDU), MdB
- Kolb, Émile (1902–1967), luxemburgischer Fußballspieler
- Kolb, Erich (1927–2004), deutscher Tiermediziner und Hochschullehrer
- Kolb, Erich (* 1938), deutscher Handballspieler
- Kolb, Ernst (1912–1978), österreichischer Politiker (ÖVP), Abgeordneter zum Nationalrat, Mitglied des Bundesrates
- Kolb, Ernst (1927–1993), deutscher Art-Brut-Künstler
- Kolb, Eugen (1879–1954), deutscher Jurist, Reichsgerichtsrat
- Kolb, Felix (* 1973), deutscher Politikwissenschaftler und Aktivist
- Kolb, Florian (* 2001), österreichischer Nordischer Kombinierer
- Kolb, Frank (* 1945), deutscher AlthistorikerFrank Kolb (* 1945)

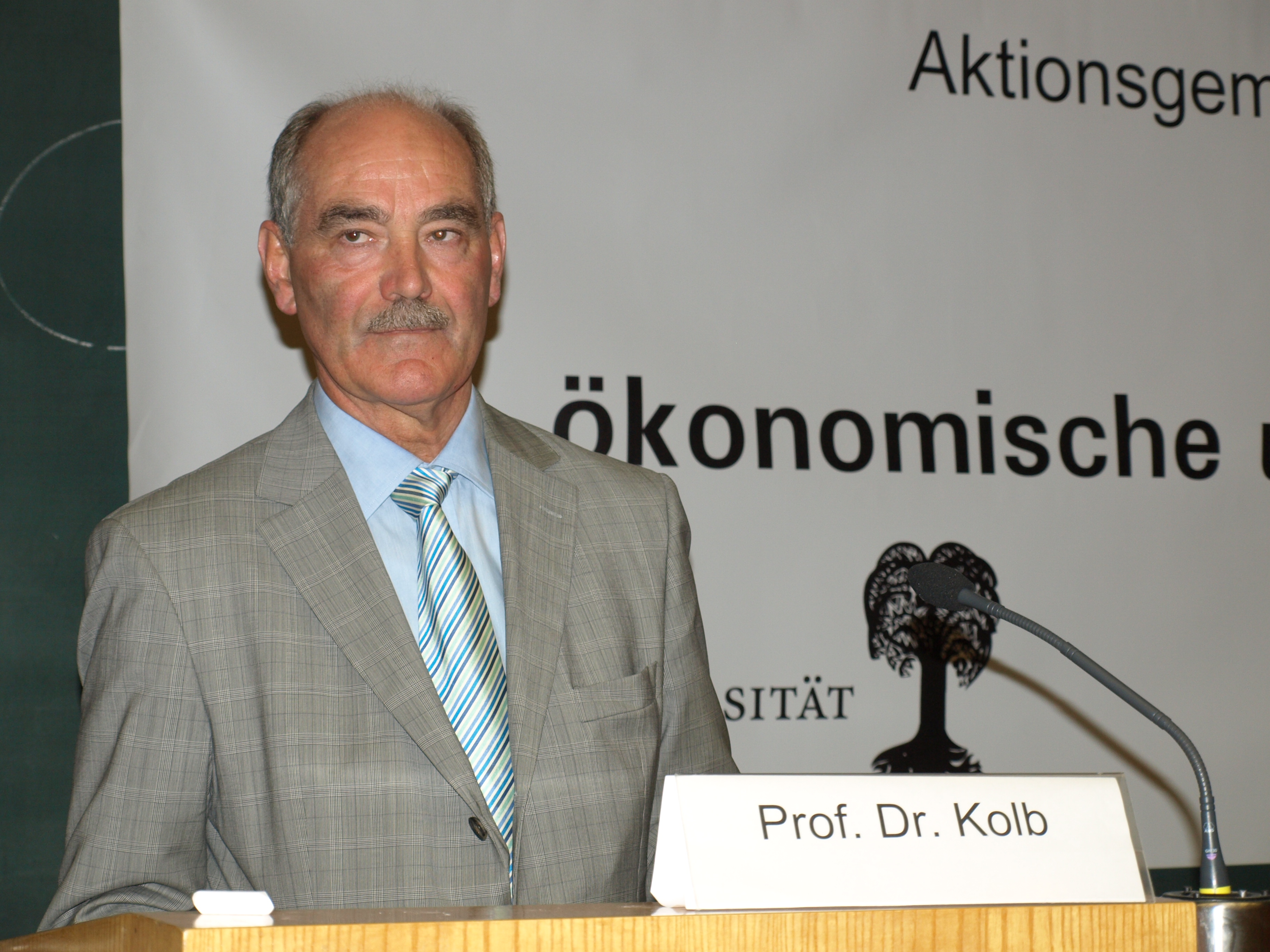
Frank Kolb (* 1945)

- Kolb, Franz, Münchner Apotheker und Erfinder des Plastilin (1890)
- Kolb, Franz († 1535), reformierter Theologe und Reformator
- Kolb, Franz (1886–1959), österreichischer katholischer Geistlicher und Politiker (CSP, VF), Abgeordneter zum Nationalrat
- Kolb, Franz Xaver (1827–1889), deutscher Kirchenmaler
- Kolb, Friedrich (1917–2012), deutscher Arzt
- Kolb, Fritz (1902–1983), österreichischer Reformpädagoge und Diplomat
- Kolb, Gabriel († 1607), böhmischer Bergmeister
- Kolb, Georg Friedrich (1808–1884), deutscher Verleger, Publizist und Politiker
- Kolb, Gila (* 1979), deutsche Kunstpädagogin
- Kolb, Gisela (* 1957), deutsche Politikerin (SPD), MdL
- Kolb, Guido (1928–2007), Schweizer katholischer Pfarrer und Autor
- Kolb, Gustav (1798–1865), deutscher Publizist
- Kolb, Gustav (1867–1943), deutscher Kunsterzieher
- Kolb, Gustav (1870–1938), deutscher Psychiater
- Kolb, Hanna (* 1991), deutsche SkilangläuferinHanna Kolb (* 1991)

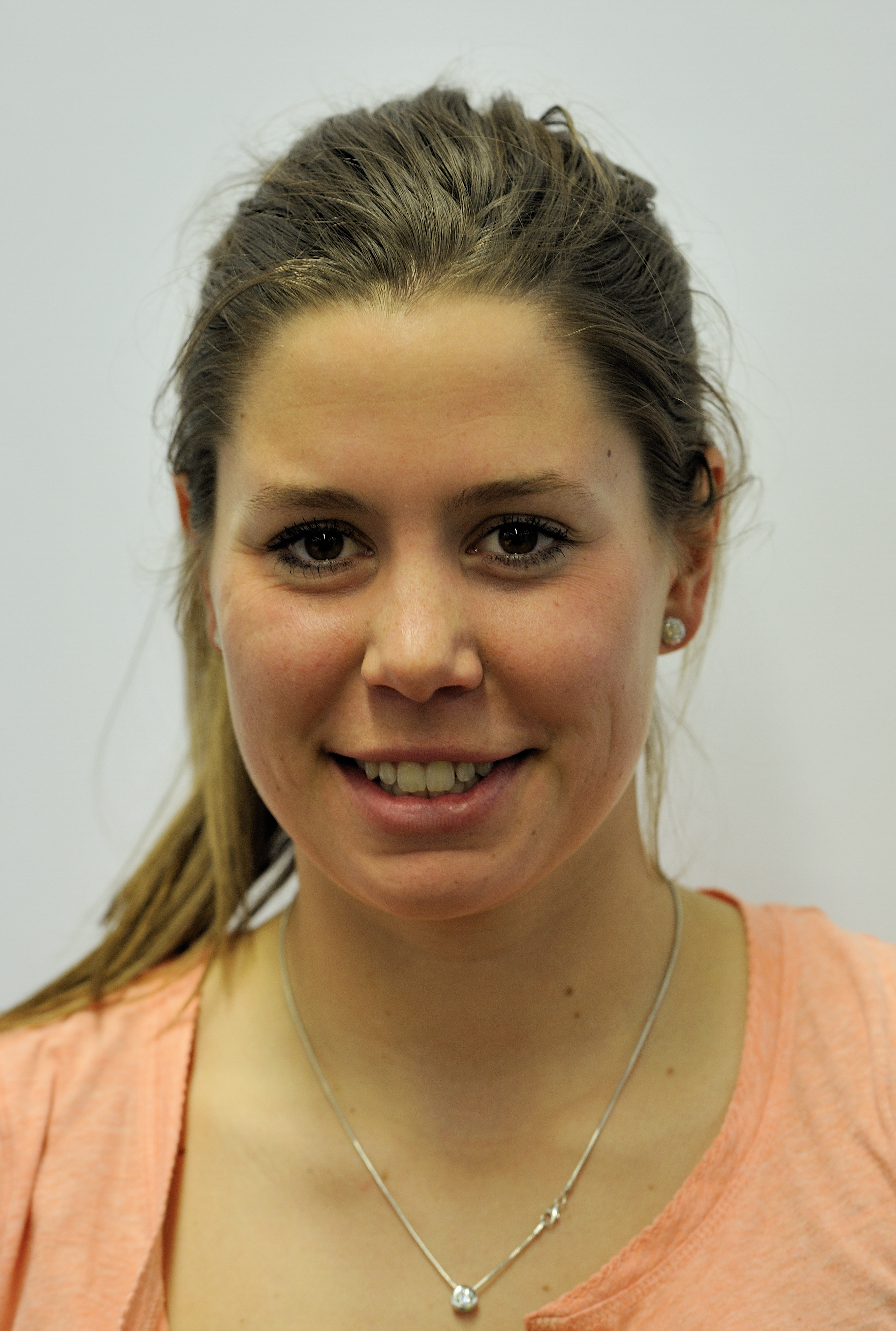
Hanna Kolb (* 1991)

- Kolb, Hans, deutscher Automobilrennfahrer
- Kolb, Hans, deutscher Kirchenlieddichter
- Kolb, Hans von (1845–1928), deutscher Maler, Grafiker und Hochschullehrer
- Kolb, Hans-Jochem (* 1944), deutscher Hämatologe und Onkologe
- Kolb, Hartmuth C. (* 1964), deutscher Chemiker, Begründer der Click-Chemie
- Kolb, Heinrich (* 1867), bayerischer Verwaltungsjurist
- Kolb, Heinrich Leonhard (* 1956), deutscher Politiker (FDP), MdB
- Kolb, Herbert (1922–2009), deutscher Arzt und Hochschullehrer
- Kolb, Herbert (1924–1991), deutscher Germanist
- Kolb, Hubert (* 1946), deutscher Diplomat
- Kolb, Immanuel Gottlieb (1784–1859), württembergischer pietistischer Pädagoge
- Kolb, Ingrid (* 1941), deutsche Journalistin, Leiterin der Henri-Nannen-Journalistenschule und Autorin
- Kolb, Jakob Friedrich (1748–1813), deutscher Tuchhändler und Maire der Stadt Aachen
- Kolb, Johann Baptist (1774–1816), deutscher Archivar und Historiker
- Kolb, Johann Nepomuk von (1726–1799), deutscher römisch-katholischer Theologe und Stadtpfarrer von Wurzach
- Kolb, Johannes (1736–1810), deutscher Textilunternehmer
- Kolb, John (1860–1943), US-amerikanischer Schauspieler
- Kolb, Josef (1914–1994), österreichischer Physiker und Rektor der Universität Innsbruck
- Kolb, Joseph Maximilian, deutscher Kupfer- und Stahlstecher
- Kolb, Joseph Otto (1881–1955), deutscher römisch-katholischer Geistlicher, Erzbischof von Bamberg
- Kolb, Jürgen (* 1958), deutscher Hörfunksprecher und -moderator
- Kolb, Karl von (1800–1868), deutscher Kaufmann, Bankier und württembergischer Konsul in Rom
- Kolb, Konrad (1852–1918), deutscher Geistlicher, Zisterzienser und Abt der Abtei Marienstatt (1898–1918)
- Kolb, Lisa (* 2001), österreichische Fußballspielerin
- Kolb, Ludwig (1806–1875), deutscher Justizrat in Rottenburg am Neckar und Vedutenzeichner
- Kolb, Maryna (* 1997), ukrainische Tennisspielerin
- Kolb, Max (1829–1915), deutscher Gartenarchitekt
- Kolb, Max (1889–1970), deutscher Politiker (NSDAP), MdR
- Kolb, Michael (* 1954), deutscher Sportwissenschaftler und Hochschullehrer
- Kolb, Nadija (* 1993), ukrainische Tennisspielerin
- Kolb, Olga (* 1976), deutsche Schauspielerin
- Kolb, Otto (1921–1996), Schweizer Architekt
- Kolb, Paul (1910–1992), deutscher Politiker (SPD)
- Kolb, Paul Wilhelm (1920–2014), deutscher Jurist, Präsident des deutschen Bundesamts für Zivilschutz
- Kolb, Peter (1675–1726), deutscher Lehrer und Völkerkundler
- Kolb, Pius (1712–1762), Bibliothekar des Klosters St. Gallen
- Kolb, Raimund (* 1945), deutscher Lehrer und Schriftsteller
- Kolb, Raimund Th. (* 1949), deutscher Sinologe
- Kolb, Reinhard (1928–2013), deutscher Architekt, Maler und Holzbildhauer
- Kolb, Richard (1891–1945), deutscher Rundfunkintendant zur Zeit des Nationalsozialismus
- Kolb, Robert (1867–1909), deutscher Ingenieur und Schaffer eines der ersten Hauptwanderwegenetze
- Kolb, Robert (* 1941), US-amerikanischer lutherischer Theologe und Hochschullehrer
- Kolb, Rudolf (1900–1988), österreichischer Politiker (SPÖ), Landtagsabgeordneter
- Kolb, Sebastian (* 1983), deutscher Schauspieler
- Kolb, Stefan (* 1991), deutscher Fußballspieler
- Kolb, Theodor (1811–1881), Landtagsabgeordneter Großherzogtum Hessen
- Kolb, Ulrike (* 1942), deutsche Schriftstellerin und Journalistin
- Kolb, Veronika (* 1948), deutsche Politikerin (FDP), MdL
- Kolb, Victor (1856–1928), böhmischer Jesuitenpater
- Kolb, Walter (1902–1956), deutscher Politiker (SPD), MdLWalter Kolb (1902–1956)

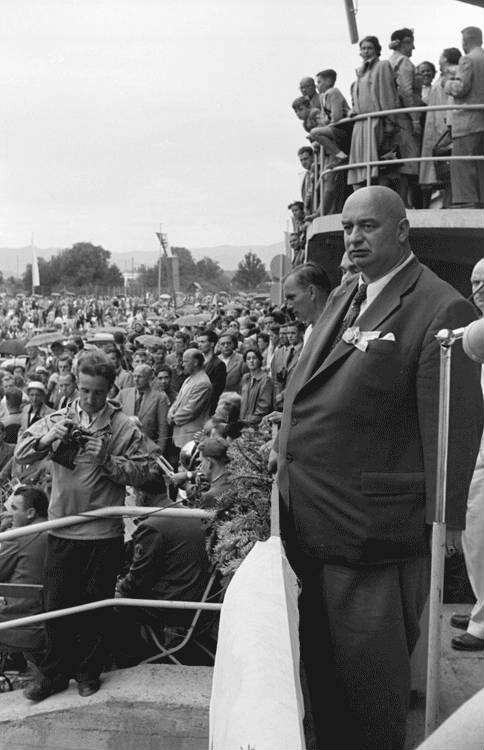
Walter Kolb (1902–1956)

- Kolb, Werner (1895–1975), deutscher Generalmajor im Zweiten Weltkrieg
- Kolb, Wiktoryja (* 1993), belarussische Kugelstoßerin
- Kolb, Wilhelm (1870–1918), deutscher Politiker (SPD)
- Kolb, Willi (* 1934), deutscher Gewichtheber
- Kolb, Yvette (* 1942), Schweizer Schauspielerin, Schriftstellerin und ehemalige Balletttänzerin
- Kolb-Janssen, Angela (* 1963), deutsche Politikerin (SPD), MdLAngela Kolb-Janssen (* 1963)

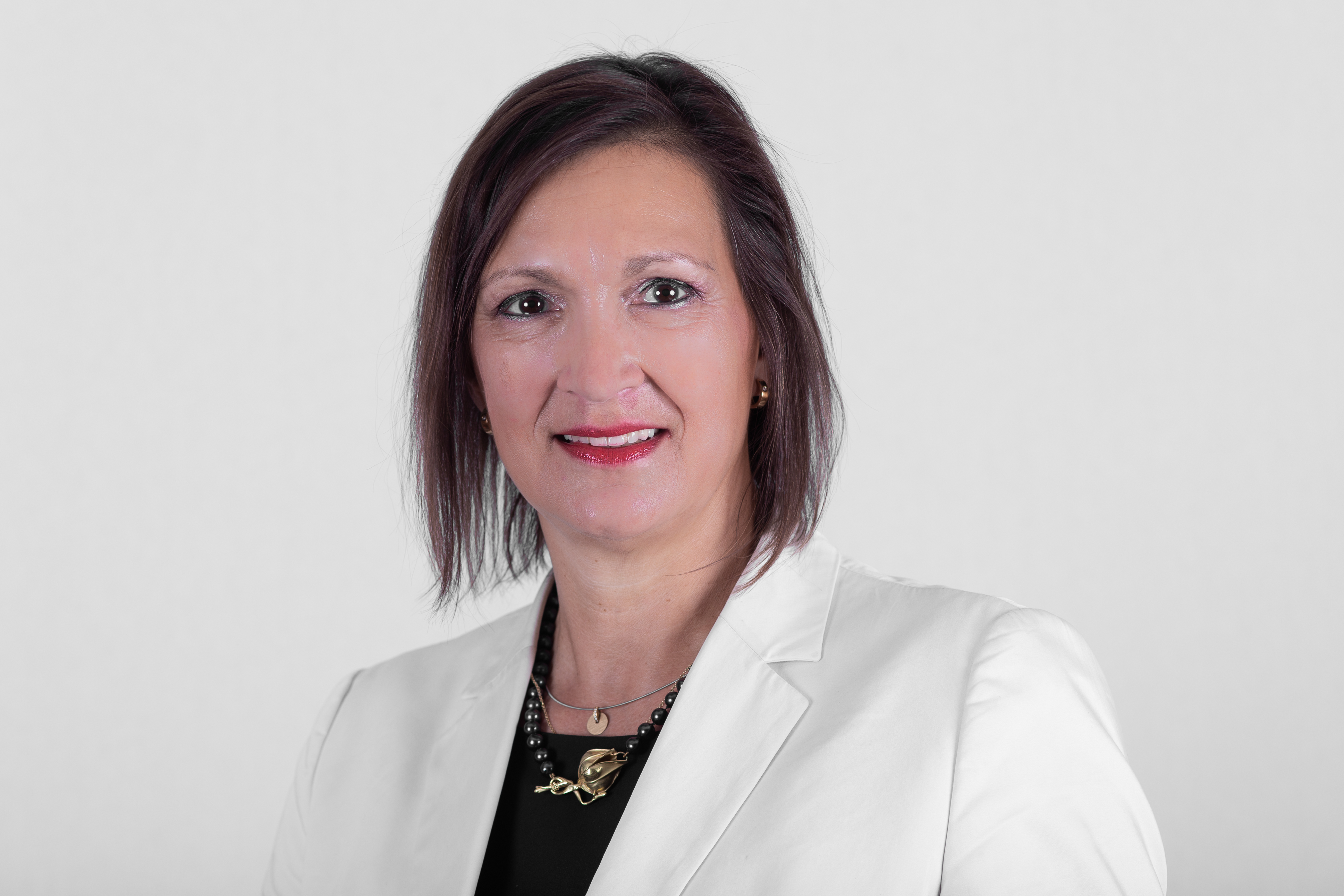
Angela Kolb-Janssen (* 1963)

- Kolb-Lünemann, Ruth (1924–1999), deutsche Politikerin (SPD)

### Kolba
- Kolba, Peter (* 1959), österreichischer Jurist, Verbraucherschützer und Autor
- Kolbach, Paul (1894–1974), luxemburgischer Brauwissenschaftler

### Kolbe
- Kolbe, Albert (1871–1941), Oberbürgermeister von Stargard in Pommern
- Kolbe, Alfred (1884–1950), österreichischer NS-Funktionär
- Kolbe, Bodo (* 1949), deutscher Blues-Musiker
- Kolbe, Carl (1855–1909), deutscher Chemiker und Industrieller
- Kolbe, Carl Wilhelm der Ältere († 1835), deutscher Maler, Grafiker und Schriftsteller
- Kolbe, Cheslin (* 1993), südafrikanischer Rugby-Union-Spieler
- Kolbe, Daniela (* 1980), deutsche Politikerin (SPD), MdB
- Kolbe, Edmund (1898–1983), deutscher Maler
- Kolbe, Emma (1850–1913), samoanisch-amerikanische Unternehmerin und Plantagenbesitzerin
- Kolbe, Ernst (1876–1945), deutscher Maler und Lithograph
- Kolbe, Étienne (1809–1834), deutscher Porträtmaler
- Kolbe, Fjodor Nikititsch (* 1861), russischer Architekt
- Kolbe, Franz (1682–1727), böhmischer Jesuit und Hochschullehrer
- Kolbe, Fritz (1900–1971), deutscher Spion und Widerstandskämpfer
- Kolbe, Georg (1877–1947), deutscher BildhauerGeorg Kolbe (1877–1947)

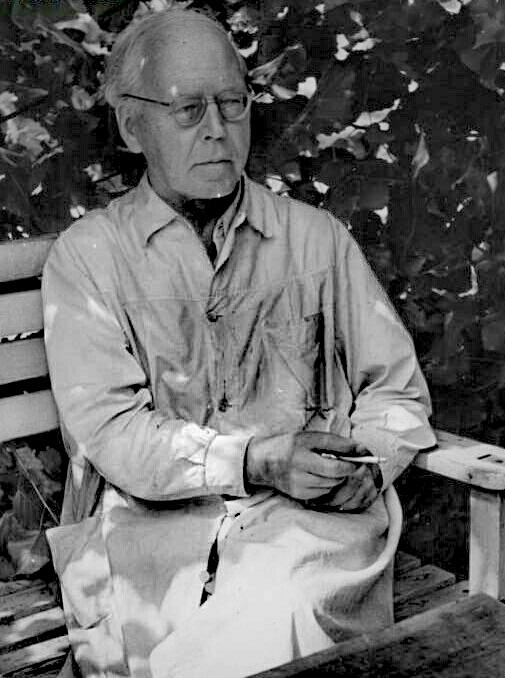
Georg Kolbe (1877–1947)

- Kolbe, Günther (* 1959), deutscher Jurist und Präsident des Landessozialgerichts
- Kolbe, Gustav (1809–1867), deutscher Verwaltungsjurist, Direktor der KPM
- Kolbe, Hans (1882–1957), deutscher Marineoffizier und schleswig-holsteinischer Landrat
- Kolbe, Hans (* 1907), deutscher Funktionär
- Kolbe, Hans (1927–2013), deutscher Unternehmer
- Kolbe, Hans-Georg (1925–2005), deutscher Althistoriker und Epigraphiker
- Kolbe, Heinrich Christoph (1771–1836), deutscher Maler
- Kolbe, Herbert (1942–2014), deutscher Journalist
- Kolbe, Hermann (1818–1884), deutscher Chemiker
- Kolbe, Hermann Julius (1855–1939), deutscher Entomologe
- Kolbe, Ivo (* 1977), deutscher American-Football-Spieler
- Kolbe, Jim (1942–2022), US-amerikanischer Politiker
- Kolbe, Joachim (1949–2003), deutscher Politiker (SPD), MdL
- Kolbe, Josef (1825–1897), österreichischer Mathematiker und Hochschullehrer
- Kolbe, Josefine, österreichische Tischtennisspielerin
- Kolbe, Jürgen (1940–2008), deutscher Germanist, Kulturreferent und Schriftsteller
- Kolbe, Karl Wilhelm der Jüngere (1781–1853), deutscher Maler
- Kolbe, Karolin (* 1993), deutsche Schriftstellerin
- Kolbe, Karsten (* 1987), deutscher Politologe und Politiker (Die Linke)
- Kolbe, Leopold, deutschsprachiger Autor
- Kolbe, Leopoldine (1870–1912), österreichische Grafikerin und Zeichenlehrerin
- Kolbe, Ludwig (1813–1880), Landtagsabgeordneter Großherzogtum Hessen
- Kolbe, Manfred (1934–2024), deutscher Lehrer und Kommunalpolitiker
- Kolbe, Manfred (* 1953), deutscher Politiker (CDU), MdB
- Kolbe, Martin (* 1957), deutscher MusikerMartin Kolbe (* 1957)

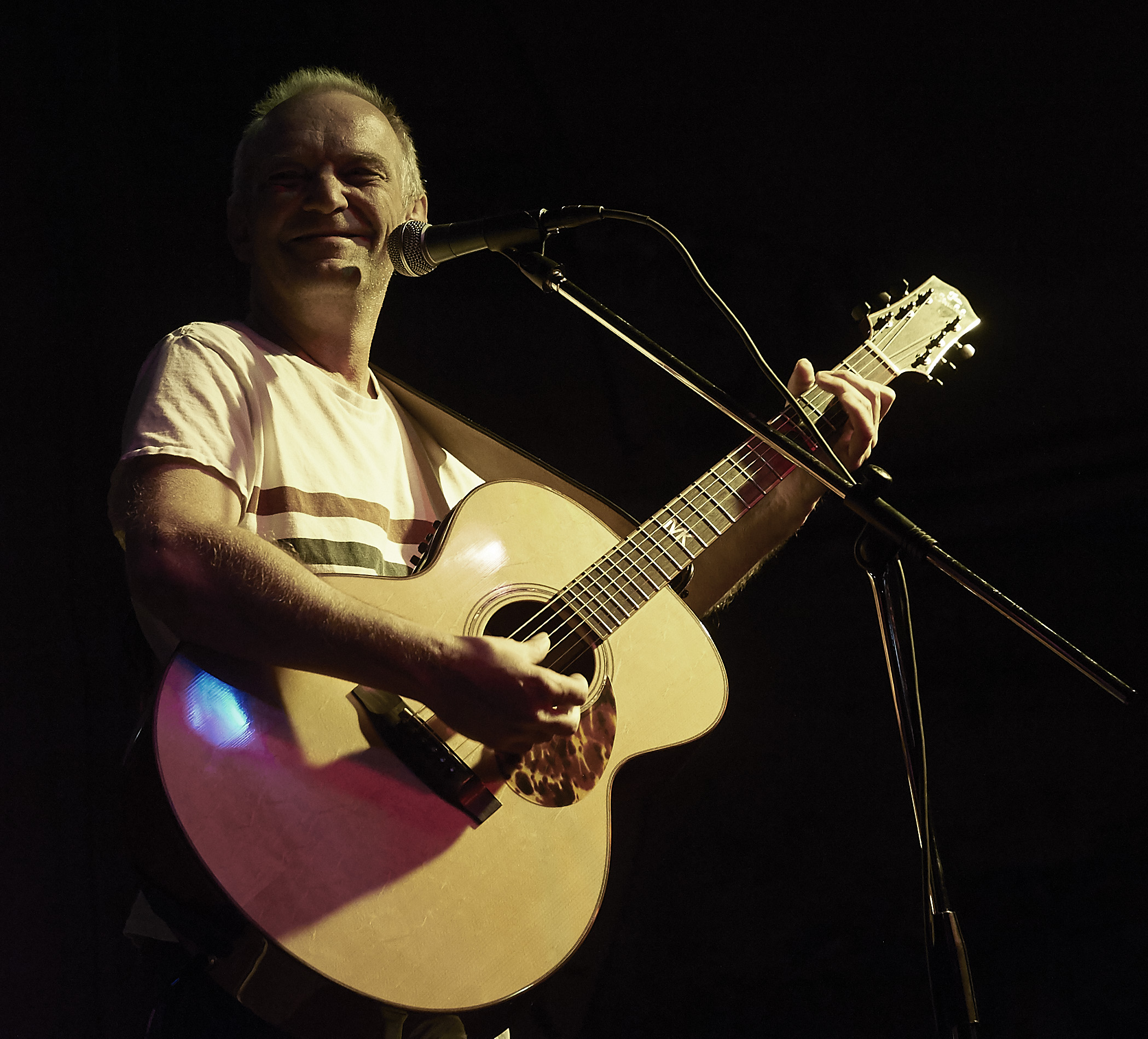
Martin Kolbe (* 1957)

- Kolbe, Max (1859–1925), deutscher Lehrer und Politiker, MdR
- Kolbe, Maximilian (1894–1941), polnischer Franziskaner-Minorit, Märtyrer, HeiligerMaximilian Kolbe (1894–1941)

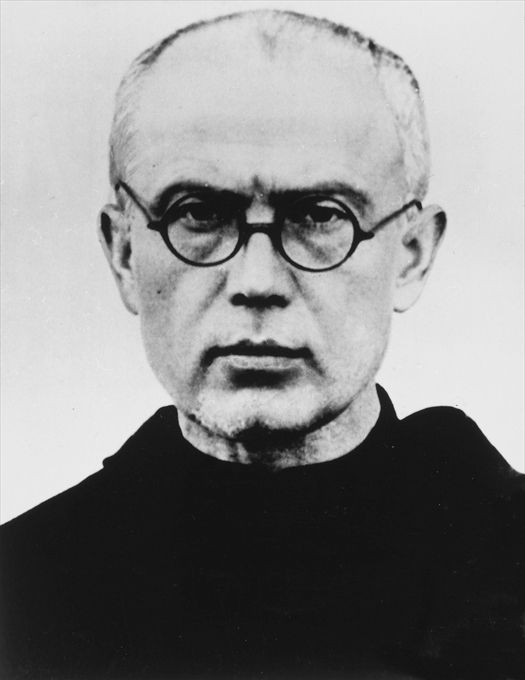
Maximilian Kolbe (1894–1941)

- Kolbe, Niklas (* 1996), deutscher Fußballspieler
- Kolbe, Paul (1848–1933), deutscher Militärschriftsteller
- Kolbe, Peter-Michael (1953–2023), deutscher Ruderer
- Kolbe, Regina (1950–2015), deutsche Politikerin (SPD), MdB
- Kolbe, Rudolf (1873–1947), deutscher Architekt und Kunstgewerbler
- Kolbe, Rudolf (* 1957), österreichischer Ziviltechniker für Vermessungswesen
- Kolbe, Sebastian (* 1978), deutscher Rechtswissenschaftler und Hochschullehrer
- Kolbe, Sebastian (* 1996), deutsch-spanischer Fußballspieler
- Kolbe, Stefan (* 1965), deutscher Kommunalpolitiker (CSU)
- Kolbe, Stefan (* 1972), deutscher Dokumentarfilmer
- Kolbe, Tanja (* 1990), deutsche Eiskunstläuferin
- Kolbe, Thomas H. (* 1968), deutscher Geoinformatiker und Hochschullehrer
- Kolbe, Uwe (* 1957), deutscher Lyriker und Prosaautor
- Kolbe, Uwe (* 1966), deutscher Filmproduzent
- Kolbe, Victor (1809–1888), deutscher Rittergutsbesitzer, Jurist und Politiker (NLP), MdR
- Kolbe, Walther (1876–1943), deutscher Althistoriker und Epigraphiker
- Kolbe, Walther (1899–1953), deutscher Politiker (CDU), MdB
- Kolbe, Willy (1901–1945), deutscher Widerstandskämpfer und NS-Opfer
- Kolbe, Winrich (1940–2012), US-amerikanischer Regisseur und Produzent deutscher Herkunft
- Kolbe, Wolfgang (1929–2000), deutscher Entomologe
- Kolbeck, Friedrich (1860–1943), deutscher Mineraloge und Hochschullehrer
- Kolbeck, Josef (* 1921), deutscher Radrennfahrer
- Kolbeinn Finnsson (* 1999), isländischer Fußballspieler
- Kolbeinn hrúga, Wikingerhäuptling auf Orkney
- Kolbeinn Óttarsson Proppé (* 1972), isländischer Journalist und Politiker (Links-Grüne Bewegung)
- Kolbeinn Sigþórsson (* 1990), isländischer Fußballspieler
- Kölbel, Eckehard (* 1942), deutscher Ingenieur und Politiker (CDU), MdL
- Kölbel, Herbert (1908–1995), deutscher Chemiker
- Kölbel, Joachim (1918–1999), deutscher Gebrauchsgrafiker, Buchgestalter und Illustrator
- Kölbel, Ralf (* 1968), deutscher Jurist und Hochschullehrer
- Kölbel, Reinhard (* 1937), deutscher Arzt und Hochschullehrer
- Kölbel, Rudolph (1826–1910), Großherzoglich Oldenburgischer Hof-Graveur und Modelleur sowie Stempelschneider
- Kölbel, Sigrid (1925–2006), deutsche Textil-Designerin
- Kölbele, Johann Balthasar (1722–1778), deutscher Jurist und Theologe
- Kolben, Emil (1862–1943), böhmischer Unternehmer in der Elektrotechnik
- Kolben, Hans Werner (1922–1945), tschechoslowakischer deutschsprachiger Dichter
- Kolbenheyer, Erwin Guido (1878–1962), österreichisch-deutscher Romanautor, Dramatiker und Lyriker der faschistischen Epoche
- Kolbenhoff, Walter (1908–1993), deutscher Schriftsteller, Journalist und Rundfunkredakteur
- Kolberg, Augustin (1835–1909), deutscher Theologe und Politiker (Zentrum), MdR
- Kolberg, Ferdinand (* 1941), deutscher Gießereiingenieur
- Kolberg, Joseph (1832–1893), deutscher Jesuitenpater, Naturwissenschaftler
- Kolberg, Juliusz (1776–1831), polnischer Freimaurer und Inspektor vom Vermessungswesen im Herzogtum Warschau
- Kolberg, Kåre (1936–2014), norwegischer Komponist und Organist
- Kolberg, Majtie (* 1999), deutsche LeichtathletinMajtie Kolberg (* 1999)

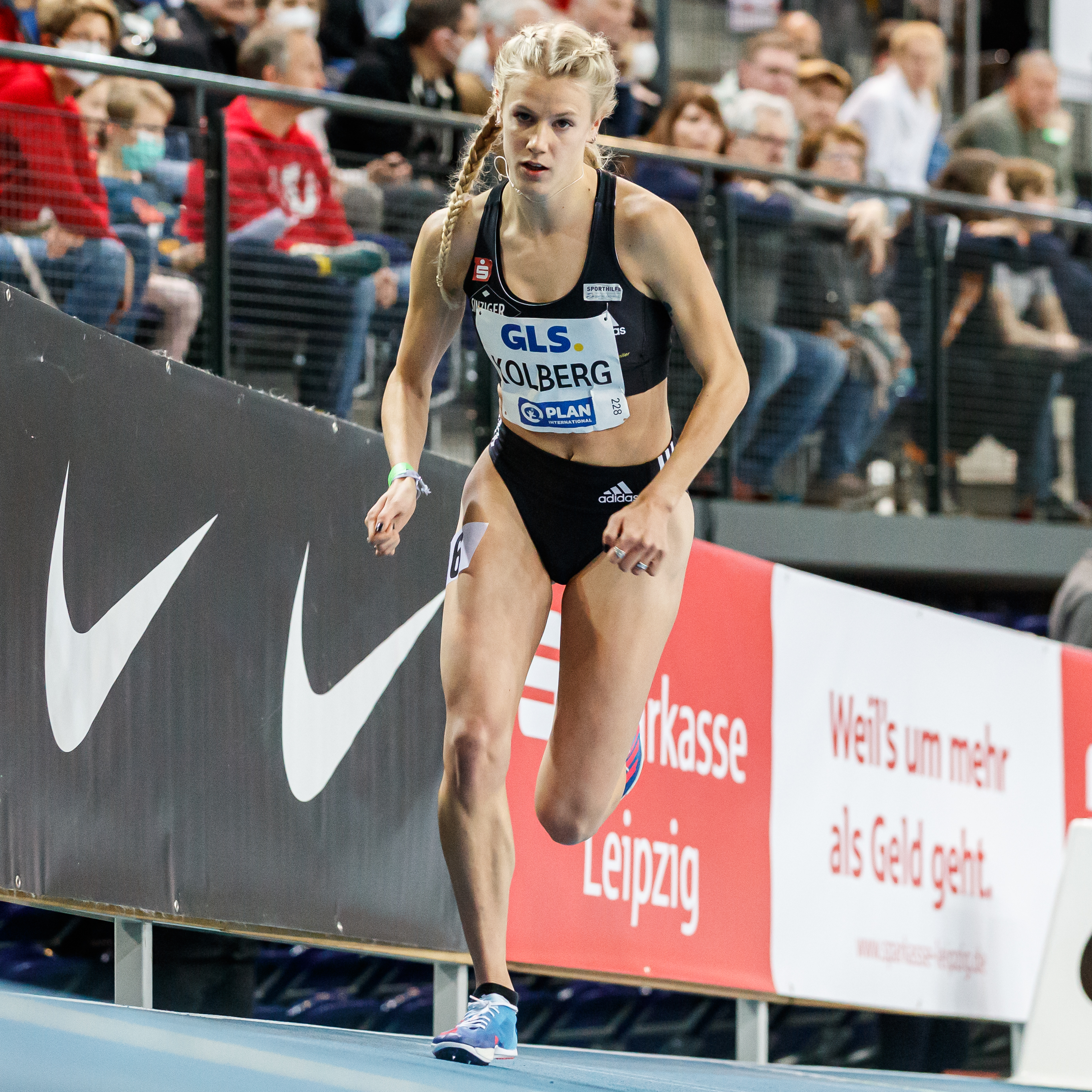
Majtie Kolberg (* 1999)

- Kolberg, Martin (* 1949), norwegischer Politiker
- Kolberg, Oskar (1814–1890), polnischer Ethnograf und Komponist
- Kolberg, Walter (1899–1954), deutscher Politiker und Landtagsabgeordneter (CDU)
- Kolberger, Georg, Bischof von Gurk 1490
- Kolberger, Krzysztof (1950–2011), polnischer Schauspieler und Theaterregisseur
- Kolberger, Wolfgang, bayerischer Politiker
- Kolbert, Elizabeth (* 1961), US-amerikanische Journalistin und Schriftstellerin
- Kolbert, Peter (1954–2000), österreichischer Musiker

### Kolbi
- Kolbielski, Karl (1752–1831), Abenteurer, politischer Agent, Finanzfachmann und österreichischer Industrieller
- Kolbin, Gennadi Wassiljewitsch (1927–1998), russischer Politiker, Parteisekretär in Kasachstan
- Kolbinger, Fiona (* 1995), deutsche Radrennfahrerin
- Kolbinger, Josef (1924–1985), österreichischer Wirtschaftswissenschaftler
- Kolbinger, Karl (1921–2018), deutscher Fagottist
- Kolbitsch, Rudolf (1922–2003), österreichischer Maler und Grafiker

### Kolbl
- Kölbl, Anton Georg (1771–1843), österreichischer Künstler und Münzmeister
- Kölbl, Benedikt († 1572), Hofbaumeister und Steinmetzmeister
- Kölbl, Daniel (* 1993), deutscher Politiker (CDU), MdB
- Kölbl, Franz (1876–1956), österreichischer Politiker (CS), Landtagspräsident
- Kölbl, Heinz (* 1957), österreichischer Gynäkologe und Hochschullehrer
- Kölbl, Konrad (1912–1994), deutscher Schriftsteller und Verleger
- Kölbl, Leopold (1895–1970), österreichischer Geologe, Rektor der Ludwig-Maximilians-Universität München
- Kölbl, Michael (* 1986), österreichischer Fußballspieler
- Kölbl, Paul, Hofsteinmetzmeister
- Kölbl, Richard (* 1967), deutscher Geologe und Übersetzer
- Kölbl, Rudolf (1937–2024), deutscher Fußballspieler
- Kölbl, Sabine (* 1980), deutsche Schauspielerin
- Kolbl, Špela (* 1998), slowenische Fußballspielerin
- Kölbl, Stefan (* 1967), deutscher Volkswirt und ManagerStefan Kölbl (* 1967)

Stefan Kölbl (* 1967)

- Kölbl, Walter (* 1948), österreichischer Bildhauer und Architekt
- Kölble, Josef (1913–1990), deutscher Verwaltungsjurist und Ministerialbeamter
- Kölblin, Arno (1911–1998), deutscher Boxer
- Kölblin, Janika (* 1996), deutsche Ruderin
- Kölblinger, Elisabeth (* 1966), österreichische Politikerin (ÖVP), Landtagsabgeordnete
- Kölblinger, Josef (1912–1993), österreichischer Goldschmied und Medailleur

### Kolbo
- Kolboom, Ingo (* 1947), deutscher Romanist und Hochschullehrer
- Kolborn, Joseph Hieronymus Karl (1744–1816), deutscher Staatsmann und Weihbischof
- Kolbow, Fritz (1873–1946), deutscher Mouleur
- Kolbow, Hans, deutscher Fußballspieler
- Kolbow, Karl-Friedrich (1899–1945), deutscher Politiker (NSDAP)
- Kolbow, Walter (1944–2024), deutscher Politiker (SPD), MdBWalter Kolbow (1944–2024)

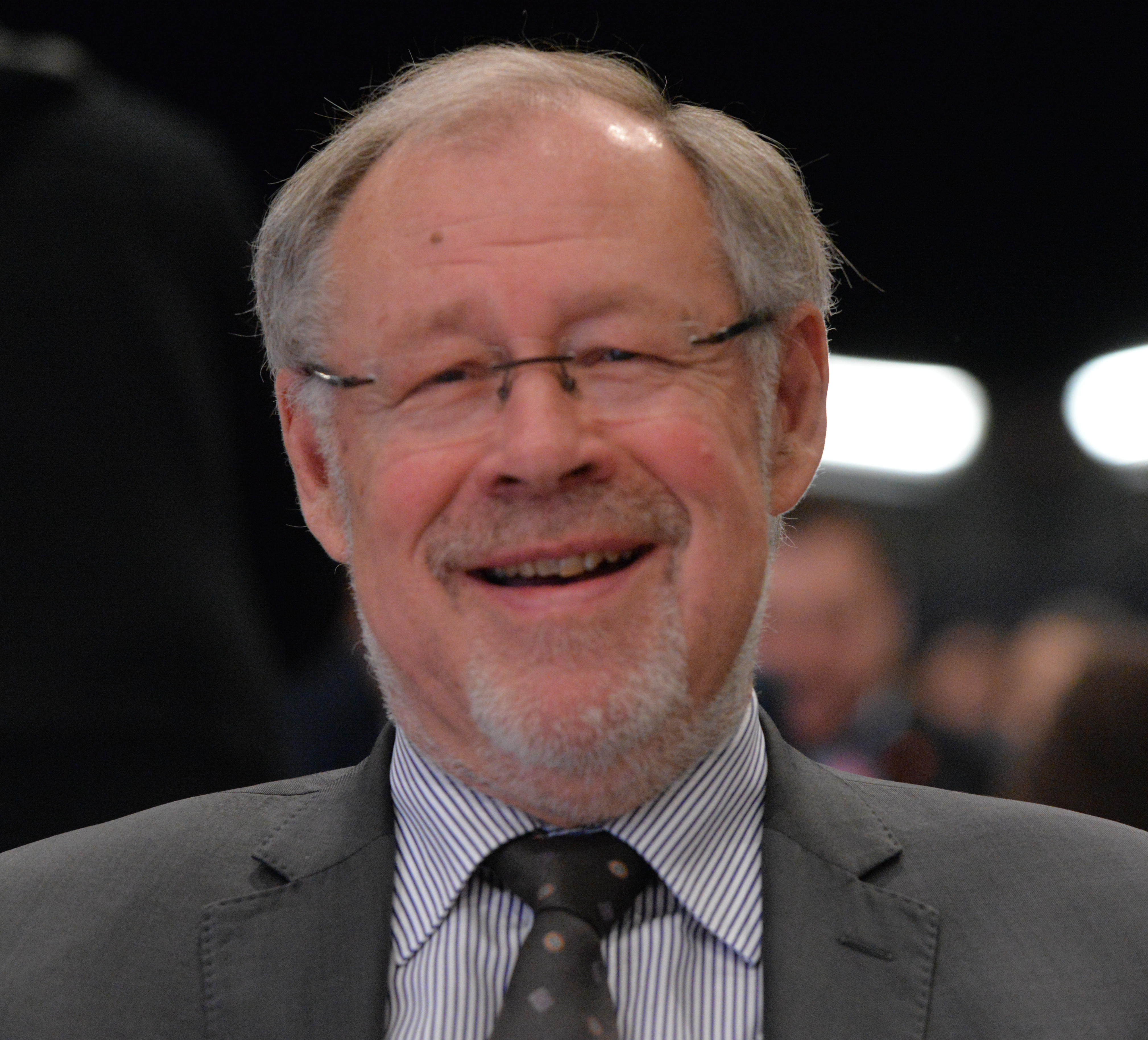
Walter Kolbow (1944–2024)

- Kolbowicz, Marek (* 1971), polnischer Ruderer

### Kolbr
- Kolbrand, Franz (1892–1952), deutscher Graphiker, Kunstgewerbler, Plakatkünstler und Buchillustrator
- Kolbrún Halldórsdóttir (* 1955), isländische Politikerin (Links-Grüne Bewegung)
- Kolbrún Ólafsdóttir (1933–1960), isländische Schwimmerin

### Kolbu
- Kolbus, Dietmar (1966–2024), deutscher Schachspieler
- Kolbusa, Matthias (* 1974), deutscher Sachbuchautor, Unternehmensberater, Unternehmer und Vortragsredner

### Kolby
- Kolby, Kristian (* 1978), dänischer Rennfahrer